# Racovițeni
Racovițeni is een Roemeense gemeente in het district Buzău.
Racovițeni telt 1434 inwoners.